# 阿龙·阿姆斯特朗
阿龙·阿姆斯特朗（英語：Aaron Armstrong，1977年10月14日—），特立尼达和多巴哥男子田径运动员。他曾代表特立尼达和多巴哥参加2008年夏季奥林匹克运动会田径比赛，获得男子4×100米接力金牌。